# 札之辻站
札之辻站（日语：／ Fudanotsuji eki */?）是位於滋賀縣大津市上京町，京阪神急行電鐵（現時：京阪電氣鐵道）京津線的電車站（廢站）。

## 歷史
- 1912年（大正元年）8月15日：京津電氣軌道開業，此站啟用，當初為終點站[1]。
- 1925年（大正14年）
  - 2月1日：在公司合併後變為京阪電氣鐵道京津線的電車站。
  - 5月5日：札之辻至濱大津（現時：琵琶湖濱大津站）之間開業，此站成為中途站。
- 1943年（昭和18年）10月1日：跟據陸上交通事業調整法（日语：陸上交通事業調整法），京阪電氣鐵道與阪神急行電鐵合併，京阪神急行電鐵成立。成為京阪神急行電鐵的電車站。
- 1945年（昭和20年）5月15日：隨著太平洋戰爭激烈化而暫停營業。
- 1946年（昭和21年）10月1日：電車站被廢除。

## 相鄰電車站
京阪神急行電鐵
京津線
上榮町－札之辻－濱大津

## 注腳
1. ↑  今尾惠介. . 日本: 新潮社. 2009年1月19日: 32. ISBN 978-4-10-790027-2.

## 相關項目
- 日本鐵路車站列表 Fu

## 外部連結
都市計畫大津
- 『大津駅周辺を探検！ 大津に鉄道がやってきた頃』京阪電車京津線編 by.yume （页面存档备份，存于）